# 니카라과의 재외공관 목록

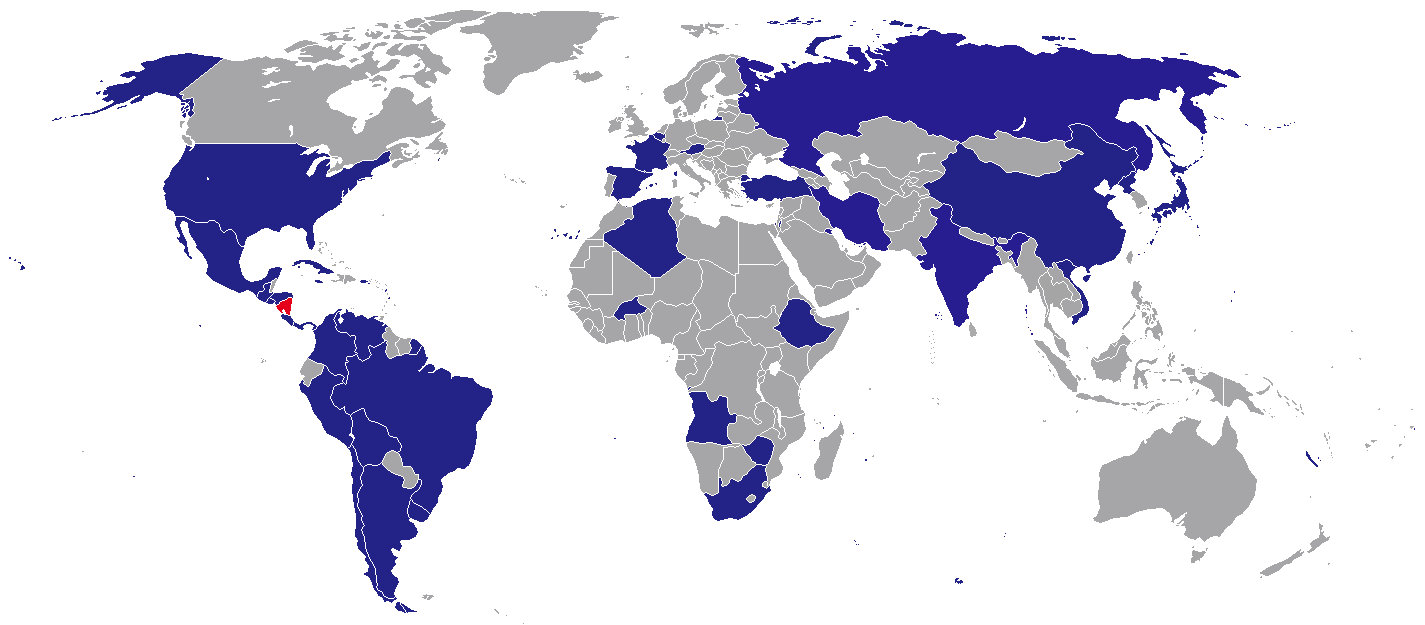
니카라과의 재외공관

니카라과의 재외공관 목록은 니카라과 주재 대사관을 각국에 상주시켜 놓는 것을 의미하며 니카라과의 재외공관을 나열한 목록이다.

## 아프리카
- 이집트 : 카이로 (대사관)

## 아메리카
- 아르헨티나 : 부에노스아이레스 (대사관)
- 볼리비아 : 라파스 (대사관)
- 브라질 : 브라질리아 (대사관)
- 칠레 : 산티아고 (대사관)
- 콜롬비아 : 보고타 (대사관)
- 코스타리카 : 산호세 (대사관)
- 쿠바 : 아바나 (대사관)
- 도미니카 공화국 : 산토도밍고 (대사관)
- 엘살바도르 : 산살바도르 (대사관)
- 과테말라 : 과테말라시티 (대사관)
- 온두라스 : 테구시갈파 (대사관)
- 자메이카 : 킹스턴 (대사관)
- 멕시코 : 멕시코시티 (대사관)
- 파나마 : 파나마시티 (대사관)
- 페루 : 리마 (대사관)
- 미국 : 워싱턴 D.C. (대사관), 마이애미 (총영사관), 뉴욕 (총영사관)
- 우루과이 : 몬테비데오 (대사관)
- 베네수엘라 : 카라카스 (대사관)

## 아시아
- 중화인민공화국 : 베이징시 (대사관)
- 이란 : 테헤란 (대사관)
- 일본 : 도쿄도 (대사관)
- 쿠웨이트 : 쿠웨이트시티 (대사관)
- 팔레스타인 : 라말라 (대표부)

## 유럽
- 오스트리아 : 빈 (대사관)
- 벨기에 : 브뤼셀 (대사관)
- 프랑스 : 파리 (대사관)
- 이탈리아 : 로마 (대사관)
- 러시아 : 모스크바 (대사관)
- 스페인 : 마드리드 (대사관)

## 대표부
- UN 니카라과 정부 대표부 : 뉴욕, 제네바
- 미주 기구 니카라과 정부 대표부 : 워싱턴 D.C.